# Alfred Cramer (Architekt)
Alfred Cramer (* 1872 in Gotha; † 24. Juni 1938 ebenda) war ein deutscher Architekt, der vor allem in Gotha wirkte.

## Leben
Cramer wurde 1872 als Sohn des Zimmerer- und Baugewerksmeisters Carl Cramer (1840–1904) in Gotha geboren. Zunächst absolvierte er eine Maurer-Lehre und besuchte im Anschluss daran von 1888 bis 1892 die Herzogliche Baugewerbeschule Gotha. Nach einem darauf aufbauenden Architektur-Studium von 1892 bis 1894 an der Technischen Hochschule Stuttgart arbeitete er in Hannover und Magdeburg.

Trotz eines folgenschweren Arbeitsunfalls mit dem Verlust des Augenlichts auf dem linken Auge nahm seine Karriere in den Folgejahren einen steilen Aufstieg. Am 14. Juni 1900 eröffnete Cramer im heute nicht mehr bestehenden Elternhaus (Uelleber Straße 36 in Gotha) sein „Atelier für Architektur und Bauausführung“. Bis 1903 arbeitete er zunächst im Betrieb seines Vaters. Sein ältester Bruder Fritz (1864–1943), ebenfalls Zimmerer- und Baugewerksmeister, trat 1904 die Nachfolge des Vaters an. Nun suchte Alfred Cramer ein eigenes Zuhause für sich und seine Frau Toni (1879–1954) aus Körner, sowie für den gemeinsamen Sohn Hans, der 1902, ein Jahr nach der Hochzeit, geboren wurde. Hans wurde später kaufmännischer Angestellter. Cramer und seine kleine Familie wohnten sodann in der Cramer-Villa in der Reinhardsbrunner Straße 10, Ecke Leesenstraße. 

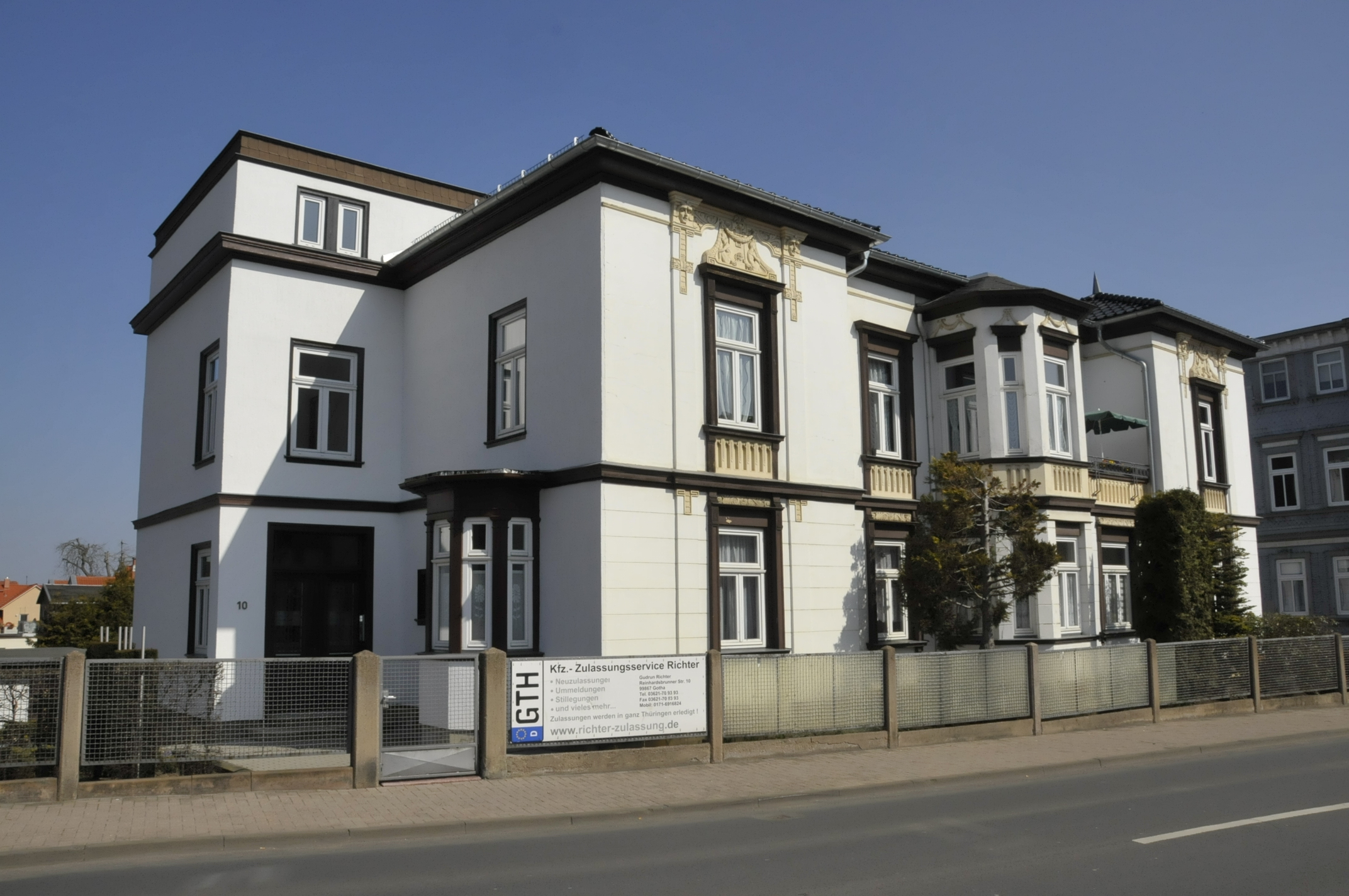
Cramer-Villa in der Reinhardsbrunner Straße 10

 Als Bauherr der ursprünglich eingeschossigen Villa mit Mansarde gilt Freiherr Ferdinand von Leesen (1804–1876), der die damalige „Große Leesenstraße“ zur Erschließung seiner Grundstücke hat anlegen lassen. In einem Erweiterungsbau der Cramer-Villa in der Leesenstraße hatte Cramer sein Architekturbüro. Im Jahre 1911 wurde Cramer der Titel eines Herzoglichen Baurats verliehen. Im Jahre 1913 wurde der zweite Sohn Curt geboren, der ebenfalls Architekt wurde.
Am 24. Juni 1938 starb Alfred Cramer nach kurzer, schwerer Krankheit im Alter von 65 Jahren in der „Fritz-Sauckel-Straße 10“, wie die Reinhardsbrunner Straße während der NS-Zeit hieß. Somit musste er nicht miterleben, dass ihm seine beiden Söhne schon bald folgten: Curt starb 1944 einunddreißigjährig „nach Krankheit im Osten“ und Hans kehrte nicht mehr aus der Kriegsgefangenschaft zurück.

## Bauten und Entwürfe
- 1902: Gebäude der Herzogin-Marie-Stiftung in Gotha, Pestalozzistraße 2 (Eröffnung am 19. Februar 1902)
- 1903: Erlöserkirche in Fröttstädt
- 1905: Luther-Kirche in Kälberfeld
- 1906–1908: Gebäude der Rentamtskasse hinter dem Schloss Friedrichsthal, Justus-Perthes-Straße 2a (Für diesen Bau wurde ihm das Ritterkreuz II. Klasse des Herzoglich Sächsisch-Ernestinischen Hausordens verliehen.)
- 1907: Villa für den Ziegeleibesitzer Robert Friedrichs in Gotha, Schützenallee 12
- 1910?: Säuglingsheim „Viktoria-Adelheid-Pflege“ in Gotha, Schlichtenstraße 12
- 1910–1911: Schulgebäude der Herzoglichen Baugewerbeschule (heutige Bauschule) in Gotha, Trützschlerplatz (Der Bau ist für den Trützschlerplatz prägend und bildet gleichzeitig einen würdigen Abschluss der heutigen 18.-März-Straße. Bei der Einweihung dieses Gebäudes im Oktober 1911 wurde Alfred Cramer zum herzoglichen Baurat ernannt.)
- 1914–1916: Teilneubau der St.-Johannis-Kirche in Dietendorf
- 1921: Vorentwurf für eine Aufstockung am Volkshaus zum Mohren in Gotha („Vorentwurf zu einem Stockwerksaufbau auf dem Südflügel“)
- Erweiterungsbau der Gothaer Feuerversicherungsbank auf Gegenseitigkeit in Gotha
- Ausstellungshalle am Park in Gotha
- Geschäftshaus des Lebensmittel-Kaufmanns Otto Böhm in Gotha, Marktstraße
- 1913: Wohnhaus Neumarkt 1–3 für den Messerschmied Karl Gerlach, einziges Gebäude, das auf der Nordseite des Neumarkts die Zeiten überdauert hat.
- Wohnhäuser Bertha-von-Suttner-Straße 1 und 3 in Gotha
- Gebäude der Ortskrankenkasse in Gotha, Lutherstraße